# Gymnasiumstraße 1 (Ingolstadt)

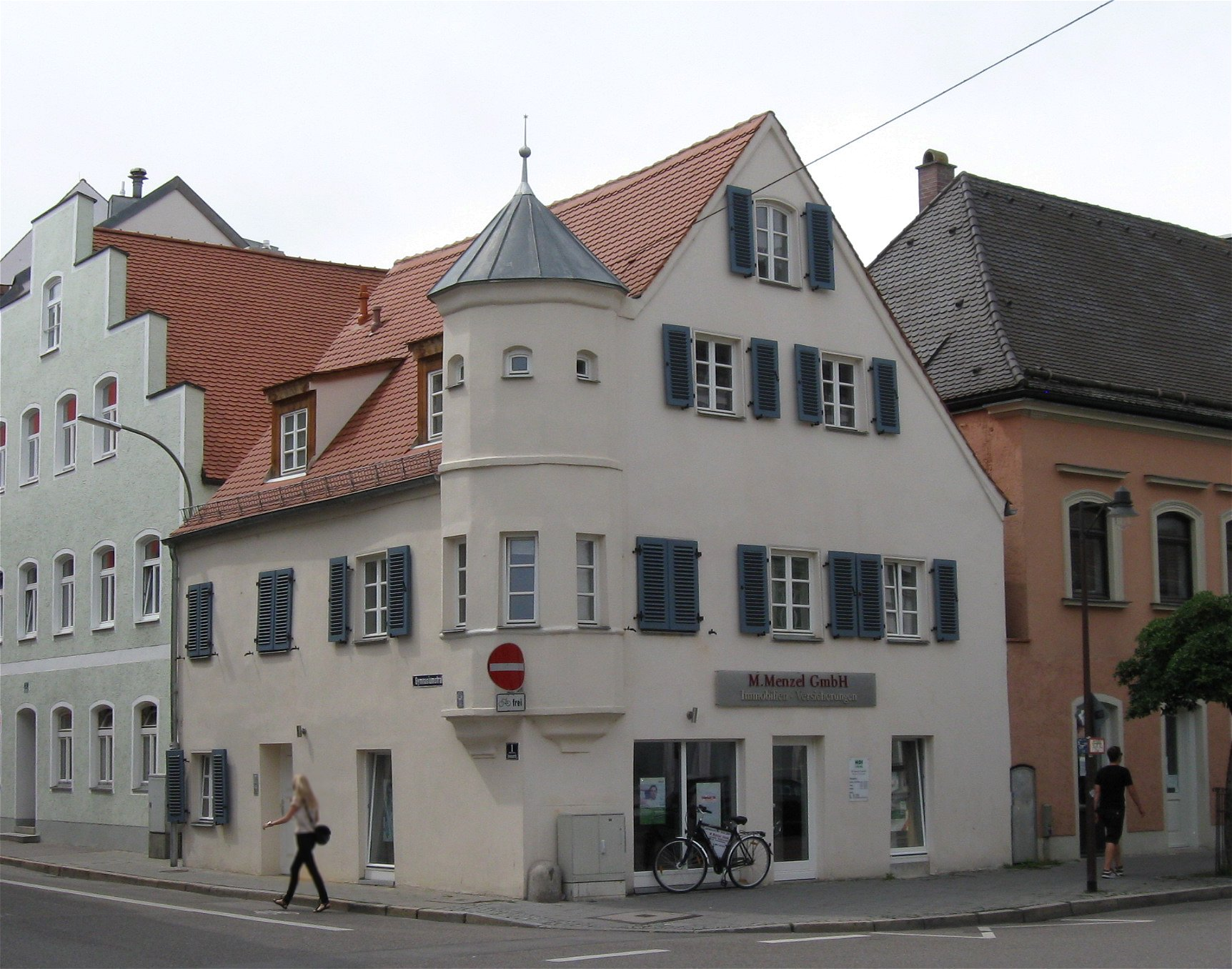
Ingolstadt, Gymnasiumstraße 1, Übereckansicht

Das Eckhaus in der Gymnasiumstraße 1 befindet sich an einem Kreuzpunkt zweier Straßenachsen im nördlichen Bereich der Ingolstädter Altstadt. Die vermutlich auf das 17. Jahrhundert zurückgehende Bausubstanz ist unter der Aktennummer D-1-61-000-152 in der Denkmalliste Bayern eingetragen.

## Baugeschichte
Das zweigeschossige Wohngebäude steht giebelständig zur Harderstraße. Der Satteldachbau besitzt am Kreuzpunkt Harderstraße/Gymnasiumstraße einen polygonalen Eckerkertürmchen. Das Haus geht auf das 17. Jahrhundert zurück. Sowohl das Innere als auch das Äußere wurden im 19. Jahrhundert verändert und so verfügte es seit 1858 über die Ladenräume des „Tändler Sporer“. In den 2000er Jahren gab das Bayerische Landesamt für Denkmalpflege das marode Haus zum Abbruch frei. 2005 folgte ein Wettbewerb für einen Neubau und damit der Abriss der wertvollen historischen Bausubstanz. Doch das Wohnhaus konnte erhalten bleiben. Der örtliche Architekt und Denkmalpfleger Andreas Mühlbauer sanierte das Bauwerk im Jahr 2008 und rettete es vor dem weiteren Verfall.

## Baudenkmal
Das Wohn- und Geschäftshaus steht unter Denkmalschutz und ist im Denkmalatlas des Bayerischen Landesamtes für Denkmalpflege und in der Liste der Baudenkmäler in Ingolstadt eingetragen.

## Preise
- 2009: Bayerische Denkmalschutzmedaille